# Зеркало для героя
«Зеркало для героя» — советская двухсерийная драма 1987 года режиссёра Владимира Хотиненко по сценарию Надежды Кожушаной. Фантастическая притча по мотивам одноимённой повести Святослава Рыбаса показывает послевоенную эпоху глазами следующего поколения. В широкий прокат картина вышла 25 июля 1988 года.

## Сюжет
Психолингвист Сергей Пшеничный навещает своего отца — горного инженера, Кирилла Ивановича, живущего в небольшом городке в Донбассе. Однако встреча сопровождается ссорой: Кирилл Иванович критикует диссертацию сына и говорит, что она никому не будет интересна. Чтобы показать, как надо писать, отец читает написанную им самим повесть, в которой поднимается актуальная, по его мнению, проблема — надвигающаяся экологическая и культурная катастрофа, спровоцированная стройками социализма. Но Сергею повесть неинтересна, вместо обсуждения сын предлагает отцу переехать в Подмосковье, поближе к родным, на дачу, которую он уже специально снял для него.
Но Кирилл Иванович не согласен переезжать — ему не нужна формальная забота в виде еженедельных визитов. Он хочет, чтобы молодое поколение обладало целью, чтобы видеть, куда идти, и знать, что делать, но он не видит ни в своём сыне, ни в его друзьях никакого стремления что-либо созидать, узнавать правду, исправлять ошибки прошлого — все молодые объединяются, чтобы только покритиковать прошлое и посмеяться над ним. Отец признаёт сына «мёртвым», то есть неспособным даже на эмоциональном уровне почувствовать то, что сейчас творится в стране. Сергей же не считает нужным нести ответственность за те дела, которые отец и все представители его поколения совершили ради строительства социализма. Сергею стыдно за «достижения» своих родителей, хотя он к этому и непричастен, потому что он тогда ещё не родился; он считает, что неумно «строить, а потом лабуду писать про потерянную культуру», и вообще он стремится выдавить из себя все «Ура!» — то есть государственную идеологию которая, как он считает, делала людей бездумными исполнителями. Отец констатирует, что сын стал подонком, напоминает ему, что тот не приехал на похороны матери, чем вызывает ещё одну вспышку негодования сына, и просит его уйти.
После этого Сергей идёт на концерт группы Nautilus Pompilius, где знакомится с горным инженером Андреем Немчиновым, который недавно освободился, отсидев два года за аварию на шахте, но никак не может с этим смириться, так как считает, что виноват в аварии не он, а те, кто в спешке восстанавливали старую шахту после Великой Отечественной войны, а затем эксплуатировали её на износ. Прогуливаясь после концерта, новые знакомые становятся свидетелями съёмок остросюжетного кинофильма; Андрей вспоминает, что на этом месте во времена его детства случилось крупное ограбление, возможно об этом и снимают фильм, и предлагает подойти поближе, чтобы посмотреть. Сергей падает, запнувшись за торчавшую из земли проволоку, а поднявшись, обнаруживает изменения в обстановке: по заброшенной железнодорожной ветке едет паровоз, трубы заброшенной шахты снова дымят, из рупоров доносится радиопередача о Трофиме Лысенко. Продолжая думать, что находятся на съёмочной площадке, они попадаются на глаза милиционеру. Милиционер их задерживает за странное поведение, но через несколько минут погибает, пытаясь задержать грабителей. По газете в отделении милиции они понимают, что переместились во времени ровно на 38 лет назад — в 8 мая 1949 года. Сергей не понимает, почему они переместились именно в эту дату, пытается вспомнить какие-то глобальные события, но потом его осеняет — он ведь родился в 1949 году. Вечером Пшеничный прогуливается по улицам родного посёлка, при этом он видит, как везут пленных немцев, встречает свою мать, беременную им же, и из-за забора видит взволнованного отца, прибежавшего домой после известия об ограблении. Немчинов встречает живыми свою мать и отчима, но убегает, потому что отчим бросился на него с топором, приняв за грабителя.
Утром, чтобы как-то адаптироваться, они идут устраиваться на работу: Андрей — инженером в шахтоуправление, а Сергей — простым горнорабочим на шахту «Пьяная». В этот же день Сергей становится свидетелем обвала на шахте, из-за чего погибает молодой шахтёр Федька Петренко. Андрей знакомится с начальником шахтоуправления Тюкиным, тот очень рад появлению специалиста, поручает ему подготовить план восстановления заброшенного участка шахты «Молодёжная», даёт денег на первое время. Вечером, узнав о том, что Сергей работает на «Пьяной», Андрей вспоминает, что именно за эту шахту он получил свой срок, и решает её закрыть.
Сергей знакомится с работницей шахты Розой и остается у неё ночевать, они разговаривают до самого утра, но на рассвете она и её брат Сашка выгоняют Сергея с топором, будто он забрался к Розе в постель тайком. Немчинова тем же утром не узнаёт начальник шахтоуправления Алексей Николаевич Тюкин, с которым он познакомился днём ранее. Обнаружилось, что погибшие накануне люди оказались живы, а на календаре снова тот же день — воскресенье, 8 мая 1949 года. Этот день повторяется для них снова и снова. Засыпая вечером 8 мая, они просыпаются опять же утром 8 мая. Окружающие люди в одну секунду забывают прошедший день.
Герои пытаются выбраться из прошлого, снова наступая на проволоку, но у них ничего не получается.
В поисках выхода Сергей уезжает на поезде и много недель путешествует, наблюдает за восстановлением разрушенных городов, посещает Москву, Сталинград, Сахалин. Ничего не добившись, он возвращается.
Андрей рад возвращению друга. Герои выпивают и разговаривают о петле времени. Сергей убеждён, что разорвать петлю можно только одним способом — ни во что не вмешиваясь. Андрей его позицию не принимает и считает, что реальность меняется, если над ней долго и методично работать — люди начинают понимать, что от них хотят.
За время отсутствия Сергея он основательно обжился, купил себе мотоцикл и планомерно изменяет реальность под потребности своих земляков: не даёт ограбить кассу, не допускает шахтёра Федьку до работы. Он подружился почти со всеми местными жителями. Также он хочет закрыть ненавистную ему шахту. Для этого он каждый день пытается убедить Тюкина, что в текущем виде «Пьяная» опасна и бесперспективна, её следует закрыть, а освободившихся шахтёров послать на восстановление заброшенных шурфов соседней шахты «Молодёжная», и уже через месяц с них будет выходить угля значительно больше, чем те 20 тонн, которые «Пьяная» выдаёт сейчас. Несколько раз ему удавалось убедить чиновника, но приходящая ежедневно в 10:00 телеграмма от заместителя председателя Совета министров с требованием не уменьшать добычу угля каждый раз перечёркивает все планы. Уменьшение добычи даже по техническим причинам начальство считает вредительством, потому что это противоречит заданию Партии. Доводы о том, что в будущем на этой шахте произойдет авария, никого не интересуют — выживать и обеспечивать страну топливом нужно сейчас, а за проблемы будущего будут отвечать другие коммунисты. Тогда Андрей задумывает уничтожить шахту и начинает копить динамит.
Герои идут прогуляться на воскресник, где Андрей узнаёт, что молодой Кирилл Иванович поругался с Тюкиным из-за обвала на «Пьяной», при этом он прямо сказал Тюкину, что тот потенциальный убийца, так как он спекулирует на энтузиазме и подменяет реальную стратегию развития лозунгами. Андрею становится понятно, что планы закрыть «Пьяную» были не у него одного. Сергей, до этого называвший окружающую действительность «кино про послевоенную разруху», а всех людей вокруг — «фантомами», сталкивается с отцом, получает от него выговор за появление в пьяном виде в общественном месте, и признав родительский авторитет понимает, что его представления о молодости отца неверны: в молодости отец обладал собственным (не государственным) идейным стержнем, отличался гуманизмом (считал недопустимым рисковать жизнями людей ради угля), при этом в отличие от преклонных лет, отец был дерзким, решительным, нетерпимым к несправедливости.
Андрей решается взорвать шахту и сообщает в милицию, что наводчиком грабителей является Тюкин. Директора в тот же вечер берут под арест, однако в самый последний момент Немчинов осознаёт, что отсутствия директора недостаточно. Шахтёры работают в три смены и взрывать придётся с людьми, а значит ради удовлетворения его персональной мечты погибнут его друзья и знакомые. Вечером он посещает всех с кем успел подружиться за это время, катается с самим собой, мальчиком из 1949 года, на мотоцикле. Среди ночи у него сдают нервы, он грузит динамит на мотоцикл и едет к шахте, но затем сворачивает в сторону, врезается в сарай, в котором они с Сергеем обычно ночевали, и погибает от взрыва динамита.
Сергей же весь следующий день проводит скрытно, стараясь чтобы никто его не заметил. Он прячется в кладовой дома своих родителей и полностью наблюдает день из жизни его родителей накануне своего рождения. Здесь он узнаёт о конфликте, который возник из-за принятого Кириллом Ивановичем решения о закрытии «Пьяной», понимает что отца скоро арестуют и решается объясниться.
На рассвете Сергей останавливает автомобиль, в котором увозили арестованного отца, называет себя шпионом и просит, чтобы его взяли с собой. Сотрудники для проверки решают взять его с собой. В машине Сергей раскрывает себя, обратившись к Кириллу Ивановичу «Батя», спрашивает, у водителя и сопровождающего — «Посадят ли отца в тюрьму?», потом спрашивает у отца: «Стоило ли ломать себе и родным судьбу из-за паршивой шахтёнки и ничего при этом не добиться?», с сожалением рассказывает отцу о том, что в будущем ничего теперешнего от него не останется — только горе от невозможности добиться правды, справедливости или хоть что-то изменить; отпускает другие вызывающие реплики и ждёт очередного замыкания петли времени, но к его удивлению впервые начинается новый день. Кирилл Иванович и все остальные в машине удивлены словами случайного встречного, и посчитав его сумасшедшим, решают Сергея выпустить. Сергей в гневе нападает на оперативника, сидящего рядом с водителем. У его матери в этот самый момент начинаются родовые схватки. Сергей сопротивляется и подобно новорождённому боится выходить на свет (на самом деле боится расстрела на месте). Но сотрудники и Кирилл Иванович совместными усилиями выталкивают его из машины, избавив тем самым свою реальность от чужеродного элемента. Сергей теряет сознание и приходит в себя уже в привычном 1987 году, причём на том же самом месте, где остановился автомобиль — у арки городского сада, заложенного на воскреснике в мае 1949 года. Его находят спящим на земле ветераны, собравшиеся на День Победы. Среди собравшихся виден живой Андрей Немчинов с тем же самым патефоном на руках, который он включал на воскреснике, будучи мальчиком.
Сергей бежит мириться с отцом. Зайдя в дом, он через окно видит самого себя, стоящего во дворе и сердечно обнимающегося с отцом. Второй Сергей встречается с ним взглядом и пристально смотрит, пытаясь понять — это его собственное отражение или другой человек, но удивительно похожий на него самого? Отведя на секунду глаза, второй Сергей уже никого не видит в окне.
Такой полуоткрытый финал не объясняет — в настоящее вернулись сами герои или их двойники, бывшие в 1949 году ещё детьми, но очевидно, что и Андрей, и Сергей признали прошлое. Андрей понял, что прошлое не изменить, и смирился с заключением, которое получил, Сергей признал, что прошлое — это не только кино про послевоенную разруху, но и молодость его родителей, а также его собственное детство, он смирился с раздражавшей его причудой отца копаться в старых газетах и писать повести про людей, у которых получилось то, что сам Кирилл Иванович сделать не смог — закрыть опасную шахту. Сергей наладил с отцом добрые отношения.

## В ролях
| Актёр            | Роль                                                                 |
| ---------------- | -------------------------------------------------------------------- |
| Сергей Колтаков  | Сергей Кириллович Пшеничный, лингвист-психолог                       |
| Иван Бортник     | Андрей Иванович Немчинов, горный инженер                             |
| Борис Галкин     | Кирилл Иванович Пшеничный, отец Сергея Пшеничного в 1949 году        |
| Феликс Степун    | Кирилл Иванович Пшеничный, отец Сергея Пшеничного в 1987 году        |
| Наталья Акимова  | Лидия, мать Сергея Пшеничного в 1949 году                            |
| Елена Гольянова  | Роза, работница шахты, газометрист                                   |
| Яков Степанов    | Сашка-танкист, слепой инвалид войны (озвучивание: Авангард Леонтьев) |
| Виктор Смирнов   | Алексей Николаевич Тюкин, начальник шахтоуправления                  |
| Николай Стоцкий  | Фёдор Петренко, молодой шахтёр                                       |
| Сергей Паршин    | Пухарев, шахтёр-стахановец                                           |
| Александр Песков | Рябенко, милиционер                                                  |
| Дмитрий Умецкий  | музыкант-гитарист                                                    |

## Съёмочная группа
- Автор сценария: Надежда Кожушаная[1]
- Режиссёр-постановщик: Владимир Хотиненко
- Оператор-постановщик: Евгений Гребнев
- Художник-постановщик: Михаил Розенштейн
- Композитор: Борис Петров
- Звукооператор: Сергей Сашнин

## История создания

### Написание сценария
История написания сценария многоэтапная. В 1984 году Владимир Хотиненко обратился к Надежде Кожушаной с предложением написать фильм для детей и юношества об их детстве — 1960-х годах (они ровесники и земляки) и родном городе Свердловске. Так появился сценарий фильма «Воскресный день», где центральным событием является приезд Фиделя Кастро на Уралмаш (исторический факт), по ходу подготовки к этому событию рассказано несколько историй детей — из семей разного контингента: интеллигенции и шпаны. Тема детства, периода молодости родителей Владимира и Надежды была для них ценной, и поэтому нашла продолжение. Сценарий на студии ставить не разрешили, взамен редактор предложил «горящую единицу» — патриотическую повесть Святослава Рыбаса про шахтёров конца 1940-х годов для экранизации.
На протяжении двух месяцев Надежда писала сценарий экранизации, но результатом не была удовлетворена. Сам факт чисто механического попадания людей в прошлое не казался ей оригинальной идеей для кино. Затем пришла мысль о повторяющемся дне.
Надежда Кожушаная:
Удалось, придумать, считаю, хороший ход. Помнишь, всё время повторяющийся день? Прошлое не подпускает нас к себе. Можно изучать и принимать его как есть. Не более. Терпеть не могу, когда говорят: надо было делать так или так. Нам ли судить?
Владимир Хотиненко:
Я помню этот момент, я к ней пришёл, она мне говорит: «Ты только не торопись говорить „Нет“». Но когда она это сказала, про зацикленность дня, у меня аж мурашки по коже.
Далее появилась возможность развивать в двух главных героях принципиально различное отношение к повторяющемуся дню. Важная тема для авторов фильма — неразрешимого конфликта времён, отцов и детей, получила острое развитие, так как изменить прошлое и полноценно жить в нём оказалось нельзя, но понять и полюбить возможно.
Прототипом Отца Сергея Пшеничного напрямую является отец Надежды Кожушаной Павел Иванович Ямшанов, который писал повести, рассказы и стихи.
Во время работы над сценарием Надежда проводила много времени в архивах, изучая газеты 1940-х годов, используя информацию, атмосферу. В одной из сцен Андрей Немчинов зачитывает газету (цитата из фильма): «Столько времени прошло, а проблемы всё те же…».

### Съёмки фильма
Фильм снимали в посёлке Абакумова в Донецке, в Ленинском районе (ул. Прокатчиков, 6), в Петровском районе Донецка — бывшая шахта 5-бис (сцена ограбления), в центре Донецка на пересечении проспекта Труда и улицы Красноармейской (сцена с пленными немцами), в посёлке Кураховка Донецкой области и посёлке Боково-Платово Луганской области, на границе Донецка и Макеевки в Червоногвардейском районе Макеевки, посёлок Карла Маркса, вблизи улицы Потёмкина, а также на железнодорожной станции Острый, Селидовский район, Донецкая область УССР.
Сцена рок-концерта снималась в Свердловске, в Доме культуры «Уралэлектротяжмаш» (сейчас — Центр культуры «Эльмаш» имени Глазкова Ю. П.). Это хорошо видно по расписному потолку — плафону «Славься, Отечество наше свободное» — и горельефам, которые попадают в кадр.

## Музыка
- Серенада Смита из оперы Ж. Бизе «Пертская красавица» в исполнении Геннадия Пищаева (звучит в начале фильма и далее)[1][14][15].
- «Последнее письмо», «Казанова», рок-группа Nautilus Pompilius.
- «В Цусимском проливе далёком…», герой фильма Сашка-танкист.
- «Офицерский вальс», Леонид Утёсов.
- Хорал пилигримов из третьего акта оперы Р. Вагнера «Тангейзер» в исполнении В. Богачёва (играет немца на грузовике, возвращающегося из плена домой).
- Сергей Рахманинов «Всенощная. Ныне отпущаеши», солист Константин Огневой (звучит в конце фильма).
- «Спят курганы тёмные» (исполняет герой фильма Сергей Пшеничный).
- «Враги сожгли родную хату» (поёт герой фильма Немчинов под гармонь Сашки).

Исполнение песни «Спят курганы тёмные» обыграно особой сценой. Сашка-танкист потерял на войне зрение и мучается ночными кошмарами. Каждого своего знакомого он просит спеть такую песню, в которой больше нет войны. Сергей Пшеничный напевает эту песню, но под действием алкоголя делает это настолько неискренне, что раздосадованный Сашка уходит из-за стола.
В другой сцене на ту же просьбу уже Немчинов исполняет песню «Враги сожгли родную хату», написанную Михаилом Исаковским в 1945 году, но быстро попавшую под запрет, а значит, неизвестную в глубинке. Сашке песня понравилась, он высказался: «Я знал, что такая песня должна быть… Слеза несбывшихся надежд… То ж про меня…».

## Призы и награды
- Номинация на премию «Ника» в категории «Лучшая сценарная работа», 1988 год.
- Специальный приз жюри XIX Всесоюзного кинофестиваля в Баку «за разработку актуальной социально-нравственной проблематики», 1988 год[17][1].
- Приз Витторио Де Сика (Италия)[18][19][1].

## Публикации сценария
- Собрание сочинений Надежды Кожушаной «Зеркало для героя» в двух томах. Том первый «Самый первый счастливый день», Центр культуры и просвещения «Сеанс», Санкт-Петербург, 2017 г.
- Книга киносценариев Надежды Кожушаной «Прорва», вступление Ю. Норштейна, Энциклопедическая серия «Библиотека кинодраматурга», Издательство «Сеанс», «Амфора», Санкт-Петербург, 2007 г.
- Книга киносценариев Надежды Кожушаной «Кино — работа ручная», предисловие в виде интервью — рассказов о Надежде Кожушаной. Издательство «Сова», Москва, 2006 г.